# Prvenstvo Italije u vaterpolu 2004./05.
Prvenstvo Italije u vaterpolu za sezonu 2004/05..

## Rezultati

### Ligaški dio natjecanja
```
Por. Klub                   Plasman
 1.  RN Savona               Euroliga
 2.  CN Posillipo            Euroliga
 3.  Pro Recco               Euroliga
 4.  Leonessa Brescia        LENA kup
 5.  Can. Bissolati Cremona  LENA kup
 6.  Chiavari Nuoto          
 7.  RN Florentia
 8.  SS Nervi
 9.  RN Camogli
10.  SS Lazio
11.  CC Ortigia
12.  Nuoto Catania
13.  Telimar Palermo
14.  RN Bogliasco
15.  Civitavecchia           ispali u Serie A2
16.  Pescara Sport           ispali u Serie A2
```

### Doigravanje
- 1. utakmica

La Filanda Carisa Savona - Lottomatica Posillipo 14:11 (produžetci)
(1:0 za Savonu)
- 2. utakmica

Lottomatica Posillipo - La Filanda Carisa Savona 13:9 
(1:1 u susretima)
- 3. utakmica

La Filanda Carisa SV - Lottomatica Posillipo 9:8 (produžetci)
(2:1 za Savonu)
- 4. utakmica

Lottomatica Posillipo - La Filanda Carisa SV 10:3
(2:2 u susretima)
- 5. utakmica

La Filanda Carisa SV - Lottomatica Posillipo 6:5
(3:2 za Savonu u susretima)
Talijanski prvak za sezonu 2004/05. je La Filanda Carisa Savona.